# Union für Südtirol
Union für Südtirol (UfS) és un partit polític nacionalista i independentista de dretes de Tirol del Sud. Defensa la tutela dels alemanys i ladins de la regió i l'autodeterminació. També està obert a la defensa de les tradicions i al medi ambient de la regió. A les eleccions europees es presenta en coalició amb el Partit Sard d'Acció, Lliga per l'Autonomia - Aliança Llombarda, Lliga Front Vèneto i Libertà Emiliana-Alleanza Libera Emilia. El seu òrgan és el periòdic Zukunft Heimat.
Fou creat el 1988 per Alfons Benedikter, Eva Klotz i Gerold Maraner com a escissió del Südtiroler Volkspartei (SVP), i aplegaren membres de llistes menors com Freiheitliche Partei Südtirols, el Südtiroler Heimatbund i altres.
Benedikter serà nomenat obmann (secretari), i mantindrà confrontació amb SVP. El 1991 nomena secretari Martin Wenter, però no treu consens i el 1993 el substitueix per Karl Augsten, de manera que a les eleccions regionals de 1993 obté 2 consellers (Klotz i Benedikter).
El 1994 es reestructura el partit. L'obmann és substituït per un landessekretär (secretari provincial); n'és nomenat Andreas Pöder, i es crea la Junge Union. El 1995 es presenta a les eleccions municipals i obté 40 regidors.
A les eleccions legislatives italianes de 1996 se presenta per separat del SVP i obté 55.548 vots a la Cambra dels Diputats i 19.330 al Senat d'Itàlia, i cap escó. A les regionals de 1998 manté dos consellers (Klotz i Pöder), confirmats per les regionals de 2003. Tanmateix, la seva progressió es va veure afectada pels enfrontaments personals entre Eva Klotz i Andreas Pöder, que provocaren que el 2007 Klotz abandonés el partit per a fundar el moviment Süd-Tiroler Freiheit. Això provocà que a les provincials de 2008 només obtinguessin 3l 2,3% dels vots i un conseller.